# Новослободский парк
Новослободский парк — парк культуры и отдыха в московском Тверском районе вблизи Савёловской эстакады. В парке расположен одноимённый культурный центр.

## История

### Скорбященский монастырь
Парк основан на месте имения князей Голицыных. В 1891 году, на этом месте построили Скорбященский монастырь с собственным кладбищем. По легенде, на этих землях некогда уединялся отшельник Василий Блаженный. На этом кладбище было похоронено около 2500 человек, но перенесли только тела единиц. До сих пор ведутся дискуссии в отношении уместности расположения парка, так как он в буквальном смысле стоит на костях. Через дорогу от современного парка сейчас находится Миусское кладбище.

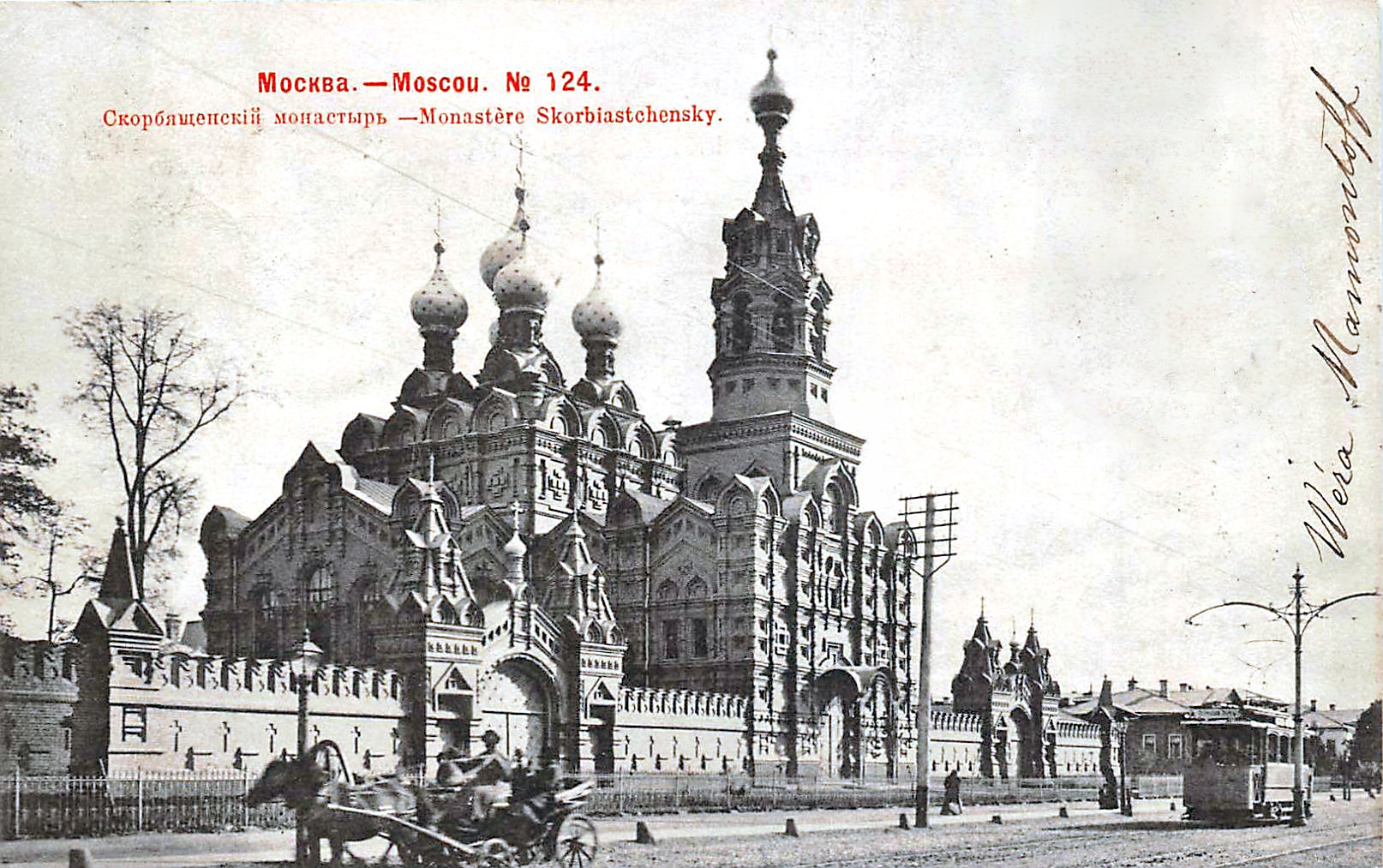
Скорбященский монастырь

### Парк
В 1930-х годах советской властью земля была отобрана в пользу государства. Территорию реконструировали, и на этом месте впервые появился парк, получивший название «Детский парк имени Зуева». Позже — просто «Детский парк № 1».
В 90-х годах по проекту переименования объектов с советскими названиями парк предложили переименовать в «Новослободский» ввиду местонахождения на Новослободской улице, что позже и сделали.

### Реконструкция
В советское время парк был не самым перспективным и ремонтировался редко. Поэтому в 2018 году была проведена полная реконструкция парка. Было завезено современное безопасное оборудование, украшения в виде объектов современного искусства. Было сделано новое покрытие спортплощадок, асфальтовое покрытие дорожек и брусчатка. Также установили фонтан. Парк стал одним из самых современных в Москве и четвёртым по величине парком в Тверском районе.

## Описание
Парк состоит из нескольких секций. При входе в парк со стороны Новослободской улице почти сразу появляется площадка для самых маленьких, а слева — фонтан.
Дальше открывается вид на современную площадку для более взрослых детей и подростков.
Также в парке находится ещё одна современная спортивная детская площадка и мини-троллей.

Ещё в парке находятся небольшое футбольное поле и баскетбольная площадка, зона отдыха с лавочками, шахматные столики, территория со спортивными тренажёрами и турниками, а также скейт-парк.
Посреди парка, как полагается, должна была стоять сцена, но её не смогли установить и перенесли из-за оставшихся руин монастыря, из-за чего там до сих пор огороженная незастроенная площадь.
На территории парка находится культурный центр «Новослободский».
Парк украшен фигурками из кустов, различными объектами современного искусства.